# Koekryniksy

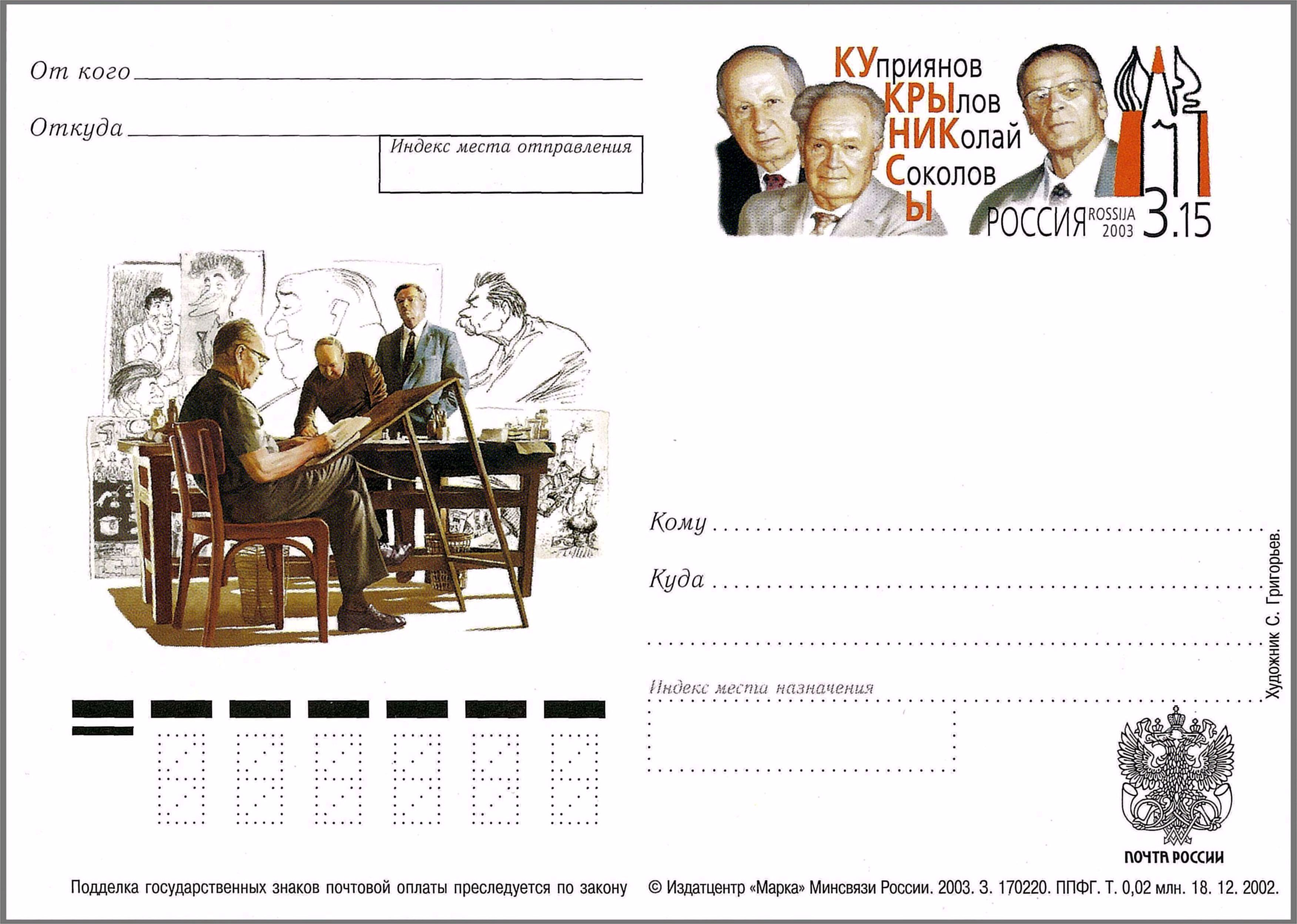
Postkaart uit 2003

Koekryniksy (Russisch: Кукрыниксы) was een Russisch collectief van tekenaars, die in de jaren dertig internationaal bekend werd met karikaturen waarin ze fascistische leiders als Hitler en Mussolini aanpakten.
Het collectief bestond uit Michail Koeprijanov, Porfiri Krylov en Nikolaj Sokolov. De drie ontmoetten elkaar in het begin van de jaren twintig op de hogeschool voor kunst en techniek Vchoetemas in Moskou. Vanaf rond 1924 tekenden ze karikaturen, die ze met 'Koekryniksy' ondertekenden (deze naam was ontleend aan hun namen). De werkwijze voor een tekening was als volgt: iedereen maakte voor een bepaald thema een ontwerp, daarna werd de beste uitgekozen en gemeenschappelijk uitgewerkt.
De drie maakten werk voor Komsomolskaja Pravda, Literatoernaja Gazeta en later voor het satirische tijdschrift Krokodil en andere kranten en bladen. Na de opkomst van het fascisme kregen ze internationale bekendheid en lof voor hun aanvallen op Hitler, Mussolini, Himmler, Goebbels en Franco. Tijdens de Grote Vaderlandse Oorlog (de oorlog tegen nazi-Duitsland en de asmogendheden tussen 1941 en 1945) ontwierpen zij posters en maakten zij bijtende karikaturen, die als ansichtkaarten achter het Duitse front werden geworpen. Voor Duitse soldaten bij wie deze kaarten werden aangetroffen, dreigde de doodstraf.
Naast karikaturen, maakten de drie ook boekillustraties voor boeken van onder meer Anton Tsjechov, Ilja Ilf en Nikolaj Leskov. Daarnaast waren ze ook individueel actief als schilder. Een gezamenlijk geschilderd werk, 'Tanja', bevindt zich in Tretjakovgalerij in Moskou.
De tekenaars vielen later allerlei onderscheidingen ten deel.